# Bocairent
Bocairent és una població del País Valencià a la comarca de la Vall d'Albaida.

## Geografia
Gran part del seu ampli terme és muntanyosa; podem trobar-hi altituds que oscil·len entre els 730 m de l'alt del Sant Crist i els 956 m d'altitud de Sant Jaume fins a la màxima de 1.100 m de la Torreta de Mariola. Hi ha gran nombre de fonts, tant al nucli urbà com al terme, en bells paratges: la Serra de Mariola, la de santa Bàrbara, la de la Coveta i la de Ballester; també hi naixen dos rius: el Clarià i el Vinalopó. Però el tret més característic del seu paisatge, es troba a la serra de Mariola, amb la seua gran varietat de plantes aromàtiques i medicinals.
La fauna, típicament mediterrània, està molt ben representada: àguiles, pit-rojos, oronetes i merles, entre d'altres, pel que toca a les aus; quant a mamífers: gat salvatge, geneta, porc senglar, rat-penat, rabosots, llebres i conills. Un entorn tan exuberant no pot sinó oferir tota mena d'atractius per a ciclistes, muntanyers i senderistes que hi troben un vertader paradís.

## Història

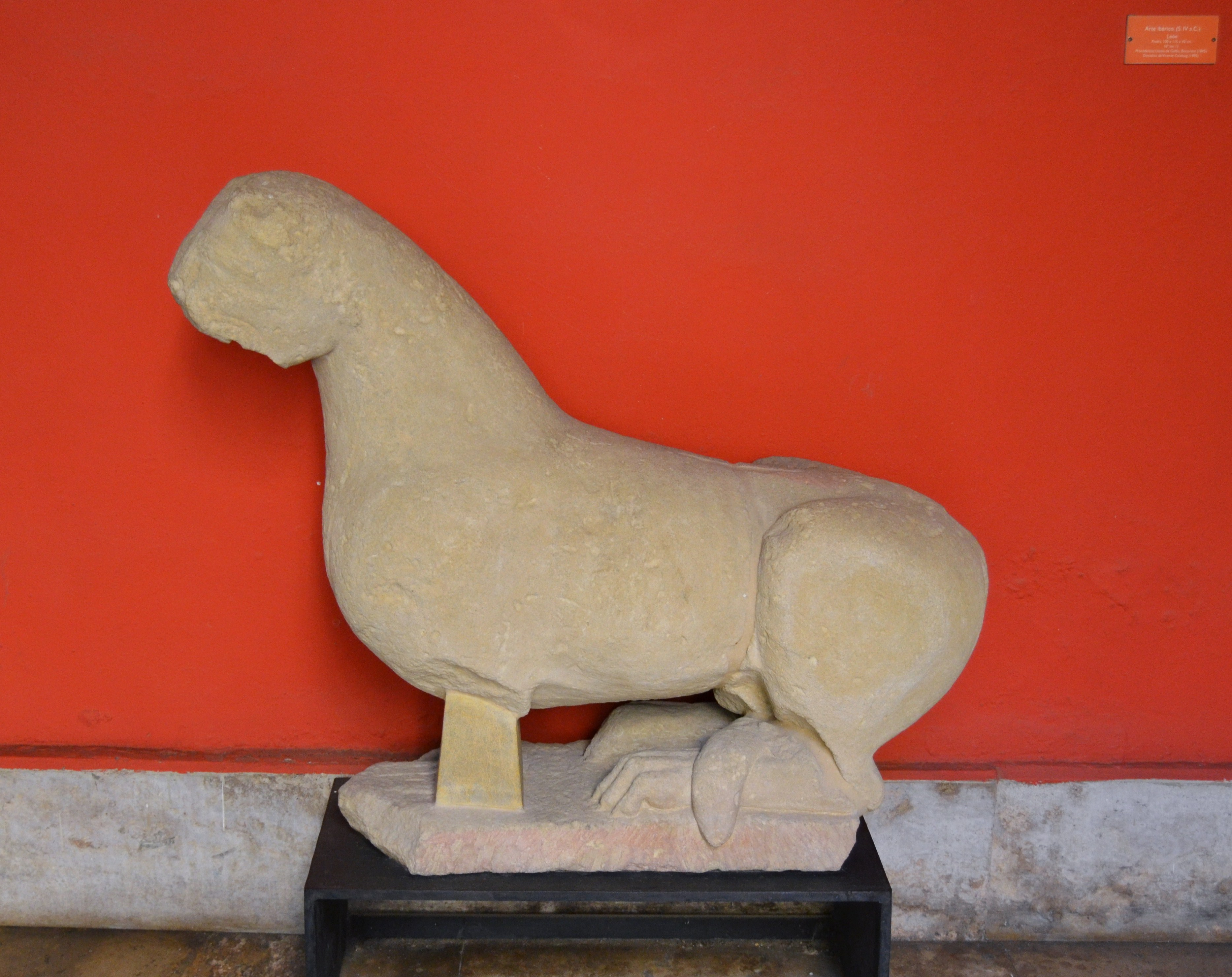
Lleó de Bocairent, Museu de Belles Arts de València

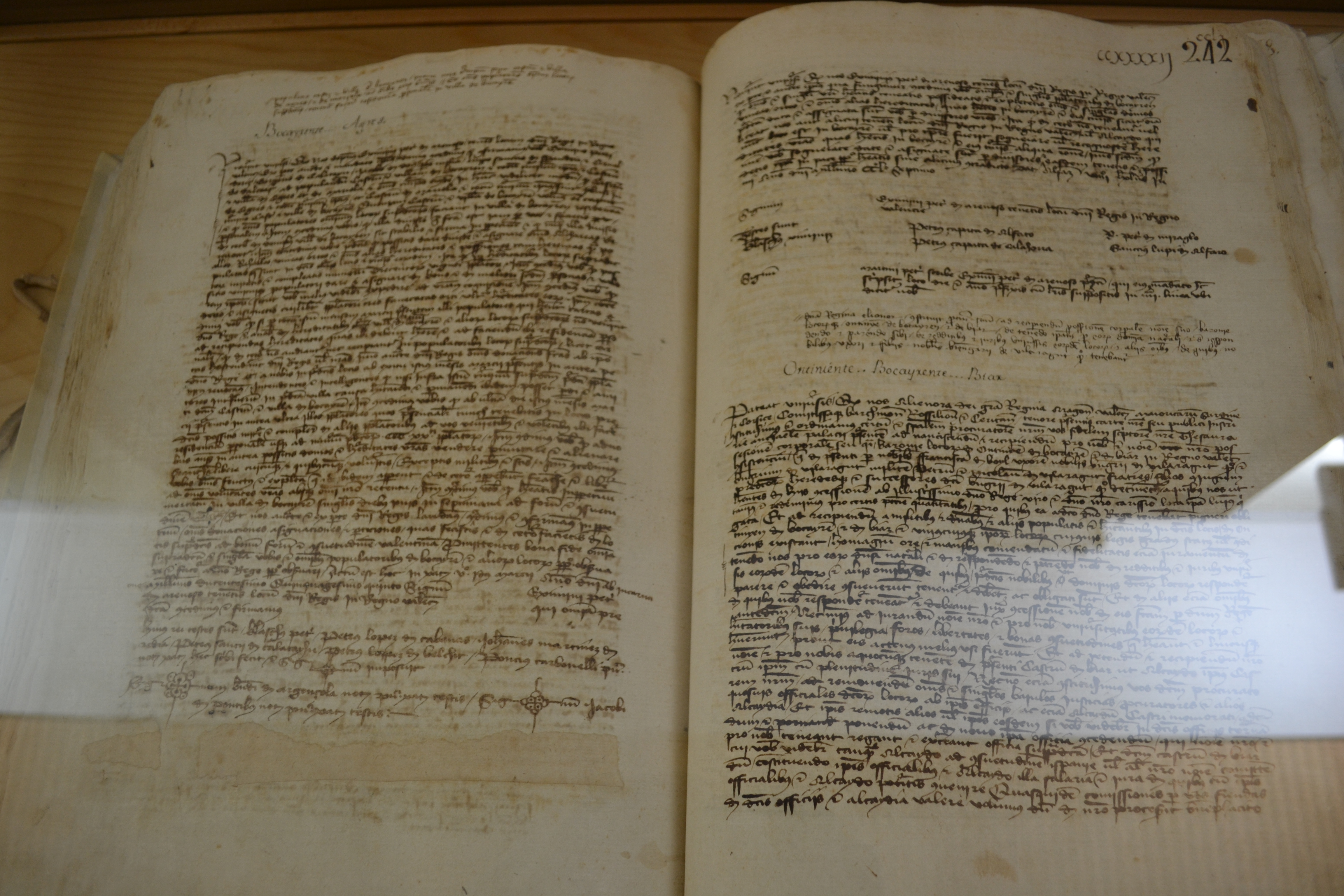
Carta pobla de Bocairent, Agres i Mariola (1256)

Hi ha molts jaciments prehistòrics al terme que hi situen població ja des del Paleolític mitjà; per citar-ne alguns, esmentarem les coves del Vinalopó, Santa Bàrbara, l'Illa, l'Emparedada, la d'en Gomar, la Piscina, el jaciment dels Dotze. Del bronze hi ha, entre d'altres, la Mola, la Mola Alta de Serrelles, el barranc del Cinc, el barranc de la Frontera, el tossal de Mariola, mas de Menente. Dels ibers, hi ha el Lleó ibèric trobat a la lloma de Galbis, un dels jaciments més importants junt als de: Sant Antoni del Porquet, Cabeço de Mariola i Cabeço de Sant Antoni. Els romans són els fundadors de la vila i els que la bategen amb el nom de Bucarius; d'aquella època resta una vil·la amb paviment de l'època i poca cosa més.
Els musulmans la denominaren Bekirén ('pinya' o 'rusc'); durant la seua estada, Bocairent romangué integrada en l'emirat de Dénia. El 1179, pel tractat de Cazola, restà adscrita a la corona d'Aragó. El 1240 hi ha escrits de Jaume I que l'esmenten com a Bochairent, Bocairen i Bocayrent.
El 1245 arriba la conquesta cristiana amb la caiguda de Biar. El 1248 una revolta morisca ocupa el castell. La primera carta pobla arriba en 1255 atorgada per Ximén Pérez d'Arenós. Entre els cavallers que participaren en la seua conquesta, fou Ximèn Peres d'Orís. Jurisdiccionalment restà adscrita a la de Xàtiva. A principis del segle xiv Jaume el Just atorgà Bocairent i Castalla a Jaspert, vescomte de Castellnou. El 1338 és recuperada per a la corona, regida per Pere IV el Cerimoniós, que va crear la baronia d'Ontinyent, que integrava, a més a més, Bocairent i Biar, i va donar-li-la a Berenguer de Vilaragut i Sarrià. El 1370, Pere IV el Cerimoniós atorgà a Bocairent el privilegi d'imposar cises i d'exportar vi i oli a Castella i al Regne de Múrcia; el 13 de març d'aqueix any, el rei incorpora Bocairent a la corona com a vila reial i amb vot a les corts i li incorpora Alfafara. El 1381, la Universitat de Bocairent adquireix el castell de Banyeres. En la primera guerra de les Germanies la població recolzà Carles I, per la qual cosa aquest la va recompensar amb l'autorització per a la celebració de fira anual fixada per al període de l'1 al 15 de setembre, així com la realització de mercat setmanal els dimarts.
El 1587 ja funcionava la Real Fábrica de Paños, la qual gaudia de privilegis reials dictats en una pragmàtica de Felip II. En la Guerra de Successió prengué partit per l'arxiduc. Durant les guerres d'Independència i carlines fou testimoni d'importants enfrontaments.

## Economia

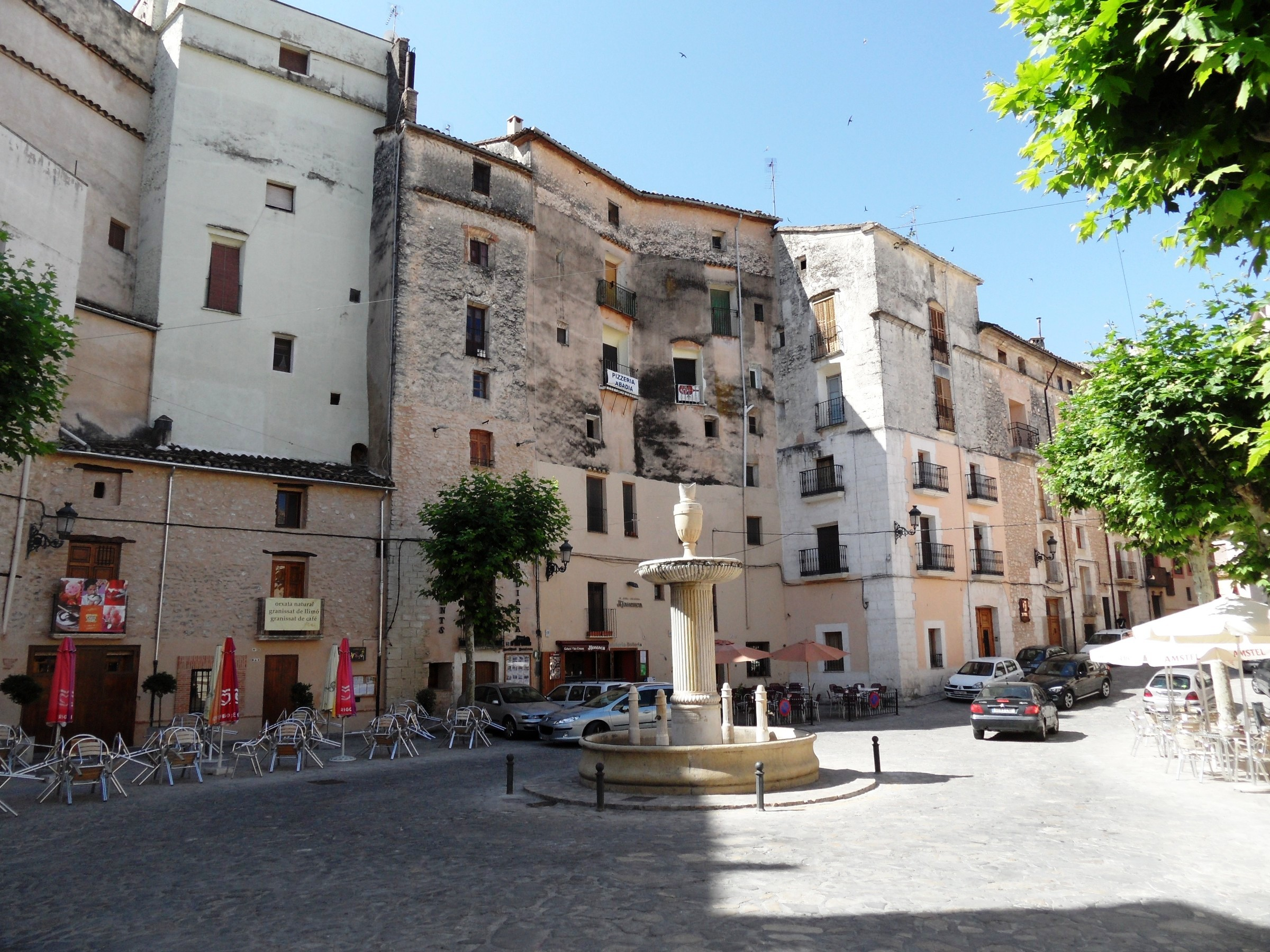
Plaça de l'Ajuntament, centre de la vila

L'activitat econòmica està basada íntegrament en la indústria, que té com a producció més destacada i tradicional la fabricació de mantes i teixits, ja en declivi des del segle passat. És per això que als bocairentins se'ls anomena popularment carda(d)ors. Actualment, la indústria s'ha anat reinventant i està diversificada.

## Demografia
Bocairent té 4.214 habitants (INE 2018). La seua població es troba estancada des dels anys 60 del passat segle.
El cens de 2003 dona la xifra de 4.491 habitants, de gentilici bocairentins. El cens de 2001 explicita que un 87,54% dels habitants saben parlar valencià, tot i que en la pràctica la xifra de parlants s'acosta al 100%.
| Población | 4.399 | 3.978 | 3.971 | 4.175 | 3.849 | 3.504 | 3.603 | 3.961 | 4.573 | 4.584 | 4.881 | 4.607 | 4.607 | 4.627 | 4.344 | 4.444 |

## Política i govern

### Composició de la Corporació Municipal
El Ple de l'Ajuntament està format per 11 regidors. En les eleccions municipals de 26 de maig de 2019 foren elegits 8 regidors del Partit Socialista del País Valencià (PSPV-PSOE), 2 del Partit Popular (PP) i 1 de Compromís per Bocairent (Compromís).
| Eleccions municipals de 26 de maig de 2019 - Bocairent                                                                           |                                          |                                     |                                     |        |          |          |
| Candidatura | Candidatura                              | Candidatura                         | Cap de llista                       | Vots   | Vots     | Regidors |
| | Partit Socialista del País Valencià-PSOE |                                     | Xavier Molina Martí                 | 1.831  | 66,68%   | 8 (+2)   |
| | Partit Popular                           |                                     | Antonio Belda Martínez              | 651    | 23,71%   | 2 ()     |
| | Compromís per Bocairent                  |                                     | Alícia Blasco Vañó                  | 229    | 8,34%    | 1 (-2)   |
| | Vots en blanc                            |                                     |                                     | 35     | 1,27%    |          |
| Total vots vàlids i regidors | Total vots vàlids i regidors             | Total vots vàlids i regidors        | Total vots vàlids i regidors        | 2.746  | 100 %    | 11       |
| | Vots nuls                                | Vots nuls                           | Vots nuls                           | 64     | 2,28%    |          |
| Participació (vots vàlids més nuls)                                                                                              | Participació (vots vàlids més nuls)      | Participació (vots vàlids més nuls) | Participació (vots vàlids més nuls) | 2.810  | 78,69%** |          |
| Abstenció | Abstenció                                | Abstenció                           | Abstenció                           | 761*   | 21,31%** |          |
| Total cens electoral | Total cens electoral                     | Total cens electoral                | Total cens electoral                | 3.571* | 100 %**  |          |
| Alcalde: Xavier Molina Martí (PSPV) (15/06/2019) Per majoria absoluta dels vots dels regidors                                    |                                          |                                     |                                     |        |          |          |
| Fonts: JEC, JEZ Ontinyent, M. Interior, Periòdic Ara. (* No són vots sinó electors. ** Percentatge respecte del cens electoral.) |                                          |                                     |                                     |        |          |          |

### Alcaldes
Des de 2019 l'alcalde de Bocairent és Xavier Molina Martí del Partit Socialista del País Valencià (PSPV-PSOE).
| Període                       | Alcalde o alcaldessa                             | Partit polític | Data de possessió     | Observacions         |
| ----------------------------- | ------------------------------------------------ | -------------- | --------------------- | -------------------- |
| 1979–1983                     | Baltasar Castelló Castelló                       | CID            | 19/04/1979            | --                   |
| 1983–1987                     | José Luis Gil Gómez                              | PSPV-PSOE      | 28/05/1983            | --                   |
| 1987–1991                     | Vicente Colomer Boronat                          | AP             | 30/06/1987            | --                   |
| 1991–1995                     | Vicente Vicedo Ferré                             | PSPV-PSOE      | 15/06/1991            | --                   |
| 1995–1999                     | Juan Bautista Sanchis Ferre                      | PP             | 17/06/1995            | --                   |
| 1999–2003                     | Juan Bautista Sanchis Ferre                      | PP             | 03/07/1999            | --                   |
| 2003–2007                     | Dimas González Pérez Juan Bautista Sanchis Ferre | PSPV-PSOE PP   | 14/06/2003 04/03/2005 | Dimissió/renúncia -- |
| 2007–2011                     | Josep Vicent Ferre Domínguez                     | PSPV-PSOE      | 16/06/2007            | --                   |
| 2011–2015                     | Josep Vicent Ferre Domínguez                     | PSPV-PSOE      | 11/06/2011            | --                   |
| 2015–2019                     | Josep Vicent Ferre Domínguez                     | PSPV-PSOE      | 13/06/2015            | --                   |
| 2019-2023                     | Xavier Molina Martí                              | PSPV-PSOE      | 15/06/2019            | --                   |
| Des de 2023                   | n/d                                              | n/d            | 17/06/2023            | --                   |
| Fonts: Generalitat Valenciana |                                                  |                |                       |                      |

## Edificis d'interés

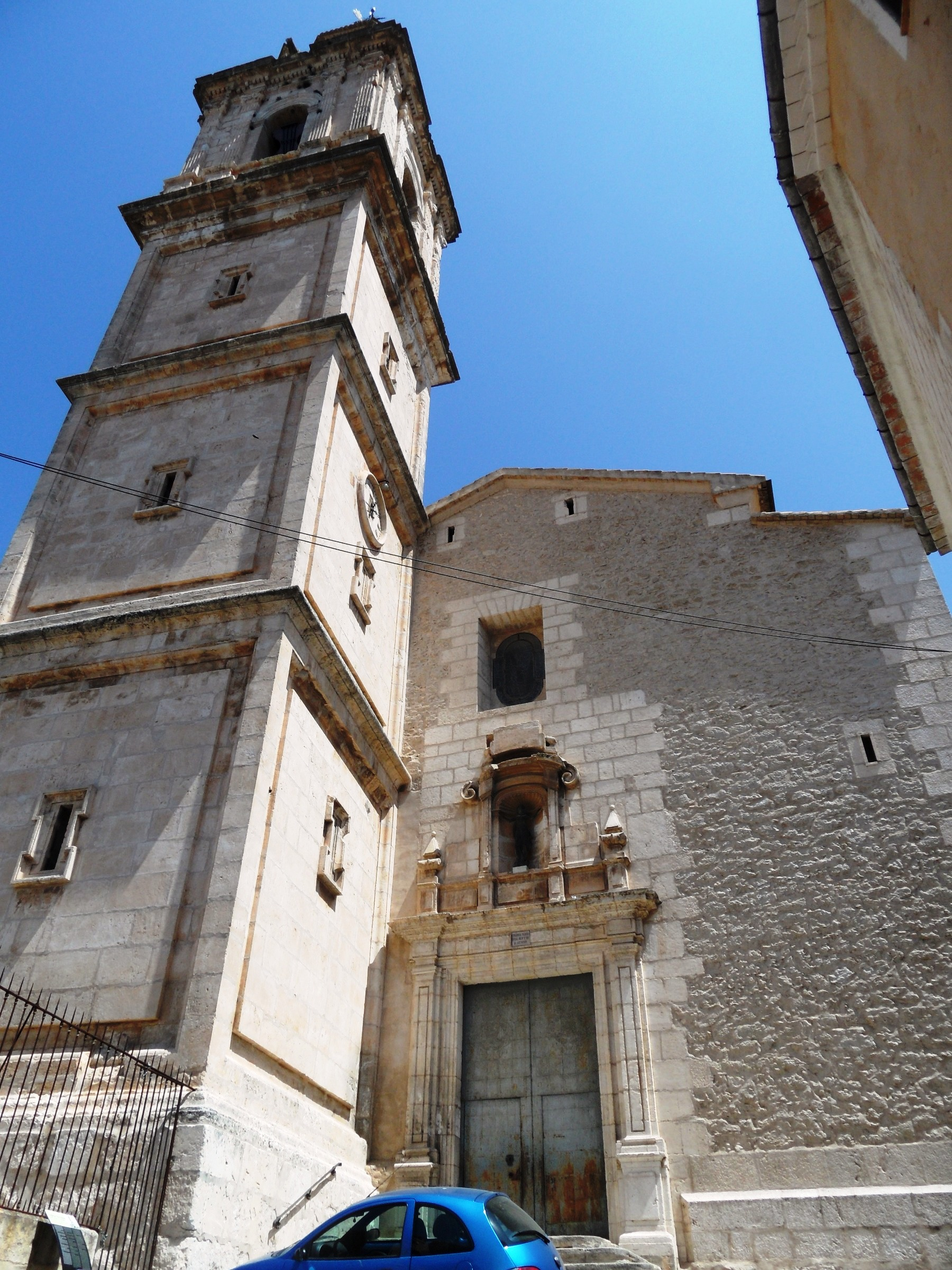
Portada de l'església de l'Assumpció

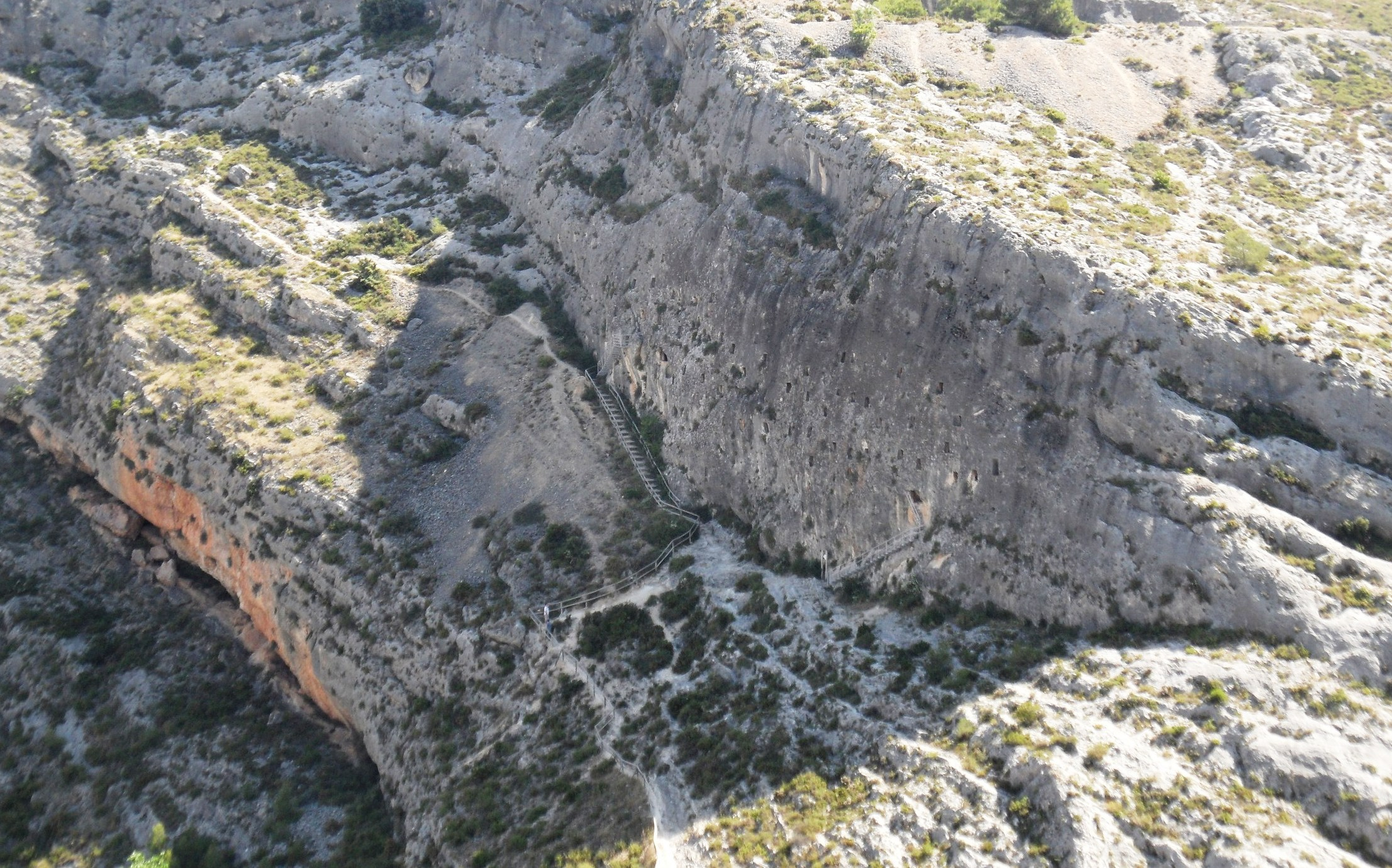
Les Covetes dels Moros.

Un altre apartat que fa de Bocairent una vila de les més emblemàtiques per als valencians és el seu patrimoni monumental, especialment el barri medieval amb la calçada excusada, que hi serveix d'accés; els seus atzucacs, els costeruts carrers amb escalinates per a facilitar el trànsit, l'aljub, el carreró de l'Emboç, de tan sols un metre d'amplària i seguint per:
- Església de Nostra Senyora de l'Assumpció. Del segle xviii, és l'edifici més emblemàtic del poble. Construïda sobre un antic castell àrab, atresora les principals característiques de l'art valencià, des del gòtic fins al segle xix. Alberga un important Museu Parroquial amb obres de Joaquim Sorolla i Bastida, Cellini i Joan de Joanes.
- Covetes dels Moros (o del Colomer). D'antiguitat i utilitat incertes, probablement varen ser un magatzem d'època àrab on la població transhumant guardava les eines en cavitats distribuïdes segons l'estructura de la tribu.
- Plaça de Bous. La més antiga del País Valencià. Tallada en la roca el 1843.
- Portal de l'Arc de l'Aigua. Part d'un aqüeducte del segle xvi que aprofita de marc per a les entrades de les filaes.
- Cases renaixentistes de la plaça de l'Ajuntament.
- Portal del Porxe.
- Pont de Darrere la Vila. Segle XVIII.
- Monument a la Flassada, a l'entrada de la vila pel pont Nou.
- Museu Arqueològic Municipal. Amb bona mostra de les troballes fetes al terme.
- Museu de la Festa. Monogràfic sobre les festes de Moros i cristians.
- Ermites de Sant Antoni Abat, o del Porquet; de Sant Jaume; de Santa Bàrbara; de Sant Tomàs de Villanueva; de Sant Antoni de Pàdua i del Sant Crist, ermita de Sant Joan Baptista, ermita de la Mare de Déu d'Agost.
- Una bona col·lecció de caves, unes urbanes com l'Engolada i la de sant Blai, que alberga el Museu de la Neu i d'altres arreu del municipi com: la de sant Miquel, l'Arquejada; la de l'Habitació i la del caveta del Voltor.
- Torre de Mariola, al costat de la font homònima. De procedència àrab, encara que una llegenda local la relaciona amb els romans. Està totalment arruïnada.
- Barri de la Vila de Bocairent, ubicat al nucli antic medieval de la ciutat; ocupa la part alta del tossal on s'assenta la localitat. Està constituït per un entramat de carrers costeruts, tortuosos i escalonats que s'adapten a un terreny amb forts desnivells en la connexió del cim del tossal amb el vessant. El barri se subdividix en altres barris menors com ara el de Sant Pere, el de Sant Joan, el de la Verge d'Agost o el de la Verge dels Desemparats.
- Palau dels barons de Casanova (família Belda)

## Gastronomia
La gastronomia és la típica d'aquestes contrades: pericana, mulladors, olletes, putxero amb pilota (olla), cassola al forn, pimentons farcits i excel·lents embotits. Els productes de la terra: ametles, nous i mel són la base d'una exquisida rebosteria en què destaquen els pastissets de moniato, els pastissets de rovell d'ou, rotllos de Sant Blai, mantecats, carquinyols (tots aquests amb una clara influència àrab). Però el producte més conegut de Bocairent és l'herbero,licor fet amb les mil i una herbes aromàtiques de la Mariola i del qual existeixen tantes fórmules com "destil·ladors".

## Festes
Durant el primer cap de setmana de febrer se celebren, en honor de sant Blai, les festes de Moros i Cristians. Tradicionalment, aquestes festivitats se celebraven de l'1 al 5 de febrer cada any, però al 2014, es va promoure una consulta popular per a fer-les coincidir amb el cap de setmana, i el resultat va ser «sí» amb una majoria molt gran. A finals d'agost, se celebren les festes de Sant Agustí i es ballen les danses, que guarden intacta la tradició d'aquests balls tradicionals valencians.
El 27 de setembre de 2019, les Danses de Bocairent foren reconegudes com a Bé d'Interès Cultural.

## Fills il·lustres
- Josep Joaquim Castelló (Bocairent, 1747 - Cadis, 1813), intel·lectual i polític.
- Blai Maria Colomer i Pérez (Bocairent, 1833 - París, 1917), compositor, pianista i professor de música.
- Jose Belda y Balart (Bocairent, 1835-?), militar i marqués del Vall del Túria.
- Tomasa Ortiz Real, en religió Pietat de la Creu (Bocairent, 1842 – Múrcia, 1916), religiosa valenciana.
- Vicente Calabuig Carrá (Bocairent, 1852 - València, 1915), advocat i polític, diputat i senador a les Corts Espanyoles durant la restauració borbònica.
- Joan Baptista Pastor Pérez (Bocairent, 1859 - València, 1927), organista, mestre de capella i compositor.[10]
- Joan Baptista Belda Pastor (Bocairent, 1890 - Benissoda, 1936), organista, director i compositor.
- Ángel Bernat Beneyto[11] (Bocairent, 1893 - 1939), director i compositor.
- Joaquín Belda Pastor (Bocairent, 1898 - València, 1959), pianista, director i compositor.
- Julián Herrero Aleixandre, poeta i autor de la lletra de l'himne de Bocairent, impulsat en 1933 junt amb Joan Beneyto Bernácer, president del Centre Valencianista de Bocairent.
- Eduardo Vañó Pastor (Bocairent, 1911 - València, 1993), dibuixant d'historietes valencià adscrit a l'Escola Valenciana de còmic.
- Joaquín Piedra Miralles (Bocairent, 1912 - València, 1971), organista, mestre de capella i compositor.[12]
- Pilar Molina Beneyto (Bocairent, 1949 - València, 2008), escriptora, historiadora, fotògrafa i directora de documentals.
- Joan Antoni Martínez i Martínez (Bocairent, 1960 - 2014), músic, mestre de dolçaina i un dels referents en la recuperació i dignificació d'aquest instrument al segle xx.
- Josep Damià Mollà Beneyto (Bocairent, 1946 - València, 2017), sociòleg, escriptor i professor de la Universitat de València.